# خط في رمل (عبارة)

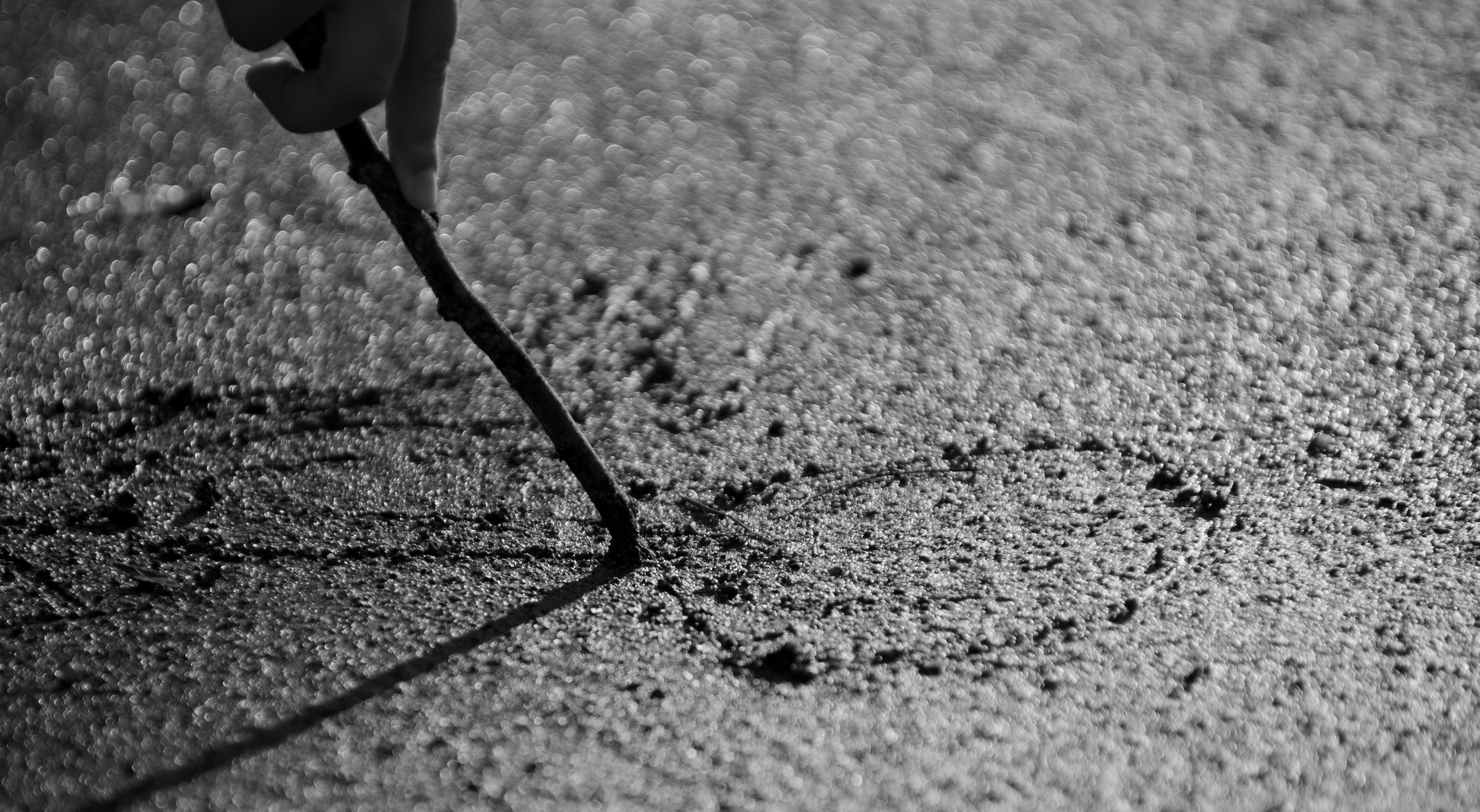
رسم أطفال على الرمال

خط في رمل هي استعارة تحمل معنى الحد الفيزيائي أو القراري الذي يتّخذه المرء كنقطة توقّف نهائية أو كقرار حاسم نهائي لا يُمكن الرجوع عنه.

## أمثلة
- عندما يُوافق مرء على مرافقة أصدقائه إلى الحانة فيقول لهم: هذا خطّ في رملٍ. ويقصد به أنه لن يذهب أبعد من مجرّد مرافقتهم كأن يحتسي معهم الجعّة.
- عندما يعزم مرء على إنهاء مشروعه بتمديده بدخل إضافي فإنه حالما يرتكب ذلك فإنه لا يستطيع الرجوع عن قراره باستعادة التمديد الذي دفعه، فيُعتبر ذلك خطاً في رمل. يُعتبر الانتحار أيضاً من الخطوط في الرمال التي لا يستطيع المرء النكوص عنه حالما ارتكبه.

## الاستعمالات الحديثة
- في عام 1990م، وصف رئيس الولايات الأمريكية المتحدة جورج بوش الأب بداية حرب الخليج الثانية برسم «خط في رمل».
- في عام 1997م، فرقة ميتال أمريكيّة حديثة أغنية باسم «خطوط في الرمل» في ألبومهم السقوط نحو المالانهاية.
- في عام 2003م، أصدرت فرقة الروك البريطانية موتورهيد أغنية باسم «التطور (خط في رمل)» والتي استعملت موسيقى دخول دبليو دبليو إي.
- في عام 2014م، أصدرت فرقة الروك الأمريكيّة لينكن بارك أغنية باسم «خط في رمل» في ألبومهم ذا هنتينغ بارتي.
- في عام 2016م، أصدرت المغنية الأمريكية وكاتبة الأغاني والموسيقية بي جي هارفي أغنية «خط في رمل» في ألبومها.